# Fiammetta

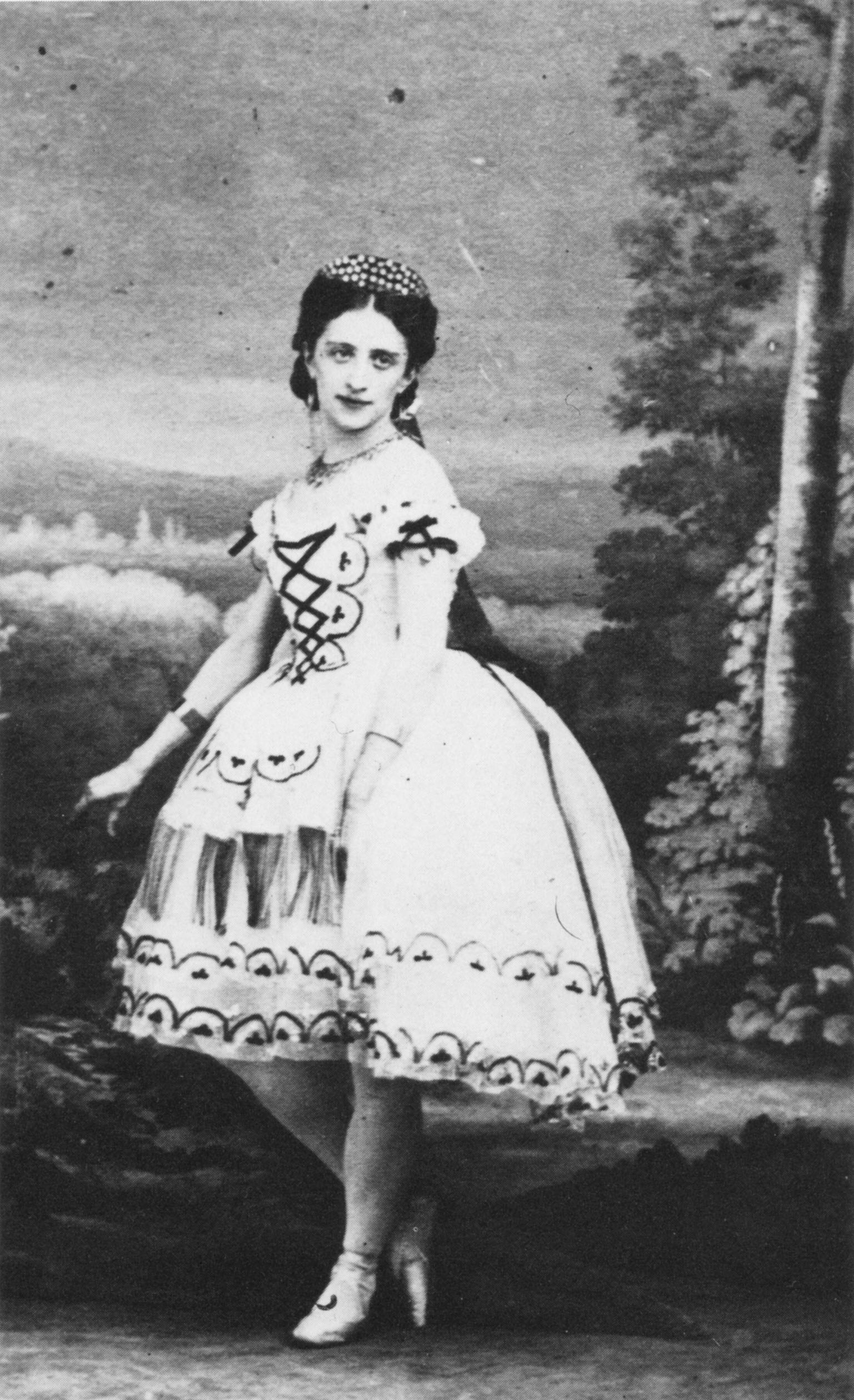
Marfa Mouraviova dans le rôle de Néméa, version parisienne de 1864.

Fiammetta (en russe: Фиаметта) est un ballet fantastique en deux actes et quatre tableaux et prologue, chorégraphié par Arthur Saint-Léon sur une musique de Minkus et un livret de Ludovic Halévy et Henri Meilhac. La partition a changé plusieurs fois, ainsi que la chorégraphie, le nom des rôles et des sujets.
La première a eu lieu le 3 novembre 1863 (15 novembre dans le calendrier grégorien) au Théâtre Bolchoï de Moscou sous le nom de La Flamme d'amour ou la Salamandre, avec Anna Sobechtchanskaïa dans le rôle principal. Elle marque le début du compositeur et c'est la première représentation d'un ballet de Saint-Léon en Russie (auparavant Saint-Léon, arrivé à Saint-Pétersbourg en 1859, avait adapté à la scène russe des spectacles d'autres théâtres). Trois mois plus tard, le ballet sous le nom de Fiammetta est joué à Saint-Pétersbourg au Théâtre Bolchoï Kamenny. La première a lieu le 13/25 février 1864 au bénéfice de Marfa Mouraviova, avec Vera Liadova (Cupidon), Lev Ivanov (le comte Sterngold), Christian Johansson (Otto). Ce ballet est joué pendant la saison 1864 avec Praskovia Lebedeva et Matilda Madaïeva. Le 3/15 novembre 1865, la protégée de Saint-Léon, Adèle Grantzow débute dans le rôle principal (le ballet subit quelques modifications pour elle). Le public l'ovationne avec vingt-deux rappels.

## Argument
Fiammetta est une créature fantastique, produite par Cupidon à partir de la flamme de l'amour, et prend la forme d'une fille terrestre afin d'enchanter le comte Sterngold et de l'empêcher d'épouser la riche Regonda par intérêt personnel. Cupidon, avec l'aide de Fiammetta, enseigne à un fou insensible qui ne reconnaît pas son pouvoir et réunit Regonda et l'officier Otto, qui s'aiment.
L'histoire commence sur le Mont Olympe et se poursuit au Tyrol. Cette intrigue éclectique réunit donc une créature magique, des héros mythologiques, des aristocrates tyroliens et des gitans, permettant au chorégraphe d'utiliser à la fois la danse classique et la danse de caractère. Le critique Botcharov a noté que l'auteur « a tout à fait réussi à concilier la fierté gracieuse des créatures mythologiques grecques avec le manque de cérémonie d'un certain comte tyrolien et les festivités bruyantes des gitans oisifs. » Quelques années plus tard, une combinaison similaire est utilisée par Marius Petipa dans son ballet Don Quichotte.

## Histoire
Le ballet impressionna par la nouveauté de certains effets de scène, comme des ombres portées par l'artifice de miroirs convexes et d'éclairage électrique.

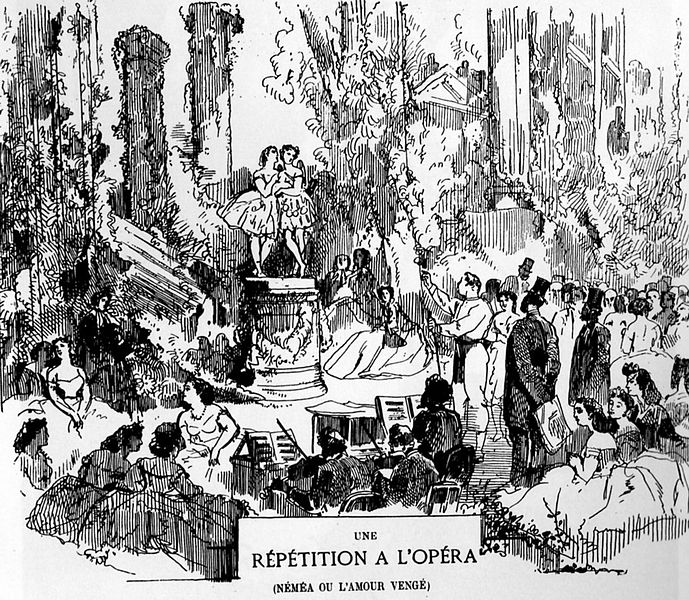
Répétition du ballet Néméa à l'Opéra de Paris, lithographie de 1864.

Ce ballet est présenté à l'Opéra de Paris sous le nom de Néméa ou l'Amour vengé et les noms des personnages sont changés. La première a lieu le 11 juillet 1864 sur la scène de l'Opéra Le Pelletier avec des décors d'Édouard Desplechin et Jean-Baptiste Lavastre et des costumes de Paul Lormier et Alfred Albert. La partition de Minkus subit quelques altérations et l'on y ajoute une danse hongroise (Hungaria), le pas de lucioles extraits d'un autre ballet de Saint-Léon, Théolinde.
Les rôles principaux sont tenus par Marfa Mouraviova (Néméa), Louis Mérante (le comte Molder) et Eugénie Fiocre (Amour).
Quelques années plus tard, Saint-Léon présente ce ballet à Trieste au Théâtre municipal sous le nom de Fiamma d'amore. La première a lieu le 15 mars 1868 avec Adèle Grantzow dans le rôle principal.
Le 6/18 décembre 1887, le ballet de Saint-Léon est révisé par Marius Petipa et Lev Ivanov sur la scène du Théâtre Mariinsky de Saint-Pétersbourg, avec des costumes d'Evgueni Ponomariov. Le rôle de Fiammetta est dansé par la fameuse ballerine italienne Elena Cornalba et Riccardo Drigo ajoute pour elle à la partition quelques numéros. Pavel Gerdt interprète le comte et Alexandre Chiriaïev, Cupidon (cette fois-ci joué donc par un homme). En 1901, Petipa et Ivanov en donnent une nouvelle version au bénéfice du corps de ballet.
Le 27 décembre 1892, ce ballet retourne au répertoire du Théâtre Bolchoï où il était né quelque trente ans plus tôt. C'est la version pétersbourgeoise de 1887 qui est jouée.